# Ernő Gerő
Ernő Gerő, ursprungligen Ernő Singer, född 8 juli 1898 i Terbegec i Österrike-Ungern, död 12 mars 1980 i Budapest, var en ungersk politiker.

## Biografi
Ernő Gerő engagerade sig tidigt i den ungerska arbetarrörelsen. Efter det att Béla Kuns radikalt socialistiska regering i landet krossats av kontrarevolutionära tjeckiska och rumänska trupper i augusti 1919 flydde Gerő till Sovjetunionen. 1925–1943 arbetade han som funktionär inom Komintern, bland annat i Frankrike. Han deltog på den republikanska sidan i spanska inbördeskriget.
Efter andra världskrigets utbrott 1939 flydde Gerő till Sovjetunionen, och där han kom att stanna tills han återvände till Ungern i november 1944. Samma år valdes han in i Ungerns kommunistiska partis (MKP) centralkommitté och politbyrå. Mellan den 26 januari och 11 maj 1945 var han medlem i Ungerns provisionella regering. Efter att Folkrepubliken Ungern upprättades av det Ungerska arbetarpartiet (MDP), en sammanslagning mellan MKP och vänsterflygeln av Ungerns socialdemokratiska parti (MSZDP), tjänstgjorde Gerő som finansminister 1948–1949 och inrikesminister 1953–1954. I juli 1956 efterträdde han Mátyás Rákosi som generalsekreterare för MDP.
När Ungernrevolten inleddes i oktober 1956 avgick Gerő från generalsekreterarposten och flydde till Sovjetunionen. Han tilläts inte att återvända till Ungern av landets nya regering, ledd av den reforminriktade János Kádár och det nybildade Ungerns socialistiska arbetarparti (MSZMP), förrän år 1960. Han förvägrades medlemskap i MSZMP, och var sedan verksam som översättare i Budapest.
Gerő avled av en hjärtattack 1980, 81 år gammal.